# Bo Zenga
Bo Zenga (...) è un attore, produttore cinematografico e regista statunitense.

## Biografia
Laureatosi all'Università della Pennsylvania, dopo aver lavorato come banchiere a Wall Street si trasferì a Los Angeles studiando all'American Film Institute e avviandosi così alla carriera nel mondo cinematografico come produttore e sceneggiatore, poi anche come attore in particolare per la televisione interpretando ruoli in serial TV come Star Trek - Deep Space Nine,  Avvocati a Los Angeles e Santa Barbara.

## Filmografia

### Produttore
- Horror Movie (2009)
- Turistas (2006)
- Soul plane - Pazzi in aeroplano (2004)
- A Light in the Darkness (2002)
- Scary Movie (2000)
- Everything's Jake (2000)
- If Tomorrow Comes (2000)

### Attore
- Horror Movie (2009)
- If Tomorrow Comes (2000)
- Cagney & Lacey: The Return (1994) (film TV)
- Star Trek - Deep Space Nine (1993) (serie televisiva), episodio Babel nel ruolo di Asoth
- Santa Barbara (1991) (serie televisiva), nel ruolo di Bobby Salerno
- Avvocati a Los Angeles (1987) (serie televisiva), nel ruolo di George Chernov

### Regista
- Horror Movie (Stan Helsing) (2009)